# Sanclerlândia
| \| Sanclerlândia \|                       |
| Lage der Ortschaft Sanclerlândia in Goiás |
| Sanclerlândia                             |

| Sanclerlândia |

Sanclerlândia ist eine brasilianische politische Gemeinde im Bundesstaat Goiás in der Mesoregion Zentral-Goiás und in der Mikroregion Anicuns. Sie liegt westsüdwestlich der brasilianischen Hauptstadt Brasília und westnordwestlich von Goiânia, der Hauptstadt des Bundesstaates.
Weitere Ortschaften auf dem Gemeindegebiet von Sanclerlândia sind Fartura und Jouberlândia.

## Geographische Lage
Sanclerlândia grenzt
- im Norden bis Osten an die Gemeinde Mossâmedes
- im Südosten an Adelândia
- im Süden an São Luís de Montes Belos
- im Westen an Córrego do Ouro
- im Nordwesten an Buriti de Goiás